# القلق من تعلم اللغات الأجنبية
القلق من تعلم اللغات الأجنبية هو الشعور بعدم الارتياح، والتوتر، والعصبية، والرهبة والذي يعاني منه غير الناطقين باللغة أو الذين يستخدمون لغة ثانية أو أجنبية. وقد تنبع هذه المشاعر من أي سياق لغة ثانية سواء ارتبطت بالمهارات الإنتاجية التحدث والكتابة، أو مهارات الاستقبال مثل القراءة والاستماع.
والخوف من تعلم اللغات الأجنبية هو شكل من الأشكال التي يصفها علماء النفس بأنها رد فعل اضطرابي محدد. فبعض الأفراد يتعرضون للشعور بالقلق أكثر من غيرهم وقد يشعرون بالقلق في العديد من المواقف المختلفة. وعلى الرغم من أن القلق من تعلم اللغات الأجنبية هو حالة خاصة فإنه يمكن أن يؤثر أيضًا على الأفراد الذين يشعرون بالقلق الشديد في المواقف الأعم سالفة الذكر.
ولكن تعلم لغة ثانية من الأشياء المهمة للكبار أيضا، حيث ثبت بالبحث الطبي أن التمكن من لغة ثانية تؤخر حدوث الخرف في الشيخوخة بمدة 4 اربع سنوات، وتعطل الإصابة بمرض آلزهايمر أكثر من 5 سنوات . كما ثبت أيضا أن الطفل المولود من أم تتكلم لغتين يكون خلال حياته متفوقا على من يتعلم لغة واحدة، ذلك لأن الجنين يميز صوت أمه وهي تتكلم بلغتين خلال الثلاثة أشهر الأخيرة قبل الولادة.

## أسباب القلق من تعلم اللغات الأجنبية
وعلى الرغم من أن جميع جوانب استخدام اللغات الأجنبية وتعلمها يمكن أن يسبب القلق، فعادة ما يشار إلى الاستماع والتحدث باعتبارهما أكثر أنشطة اللغات الأجنبية إثارة للقلق.
وقد انقسمت أسباب القلق من تعلم اللغات الأجنبية انقسامًا كبيرًا إلى ثلاثة عناصر رئيسية وهي رهبة التواصل، والقلق من الاختبارات، والخوف من التقييم السلبي. فرهبة التواصل هي القلق الذي يعاني منه الفرد عندما يتحدث إلى غيره من الأفراد أو يستمع إليهم. والقلق من الاختبارات هو شكل من أشكال القلق من الأداء المرتبط بالخوف من الأداء بشكل سيئ أو الفشل الفعلي تمامًا. والخوف من التقييم السلبي هو القلق المرتبط بتصور المتعلم لاحتمالية نظر المشاهدين الآخرين؛ المعلمين أو زملاء الدراسة أو غيرهم؛ إلى قدراته اللغوية نظرة سلبية.

## الآثار المترتبة على القلق من تعلم اللغات الأجنبية
تتضح الآثار المترتبة على القلق من تعلم اللغات الأجنبية بشكل خاص في الفصول المدرسية للغات الأجنبية ويعتبر القلق مؤشرًا قويًا على الأداء الأكاديمي. وقد اتضح أن القلق يؤثر تأثيرًا سلبيًا على ثقة الطلاب، وتقدير الذات ومستوى المشاركة.
يعاني المتعلمون القلقون من عدم القدرة على التذكر خلال أنشطة التحدث العفوية، وعدم الثقة، ويكونون غير قادرين على التصحيح الذاتي وتحديد الأخطاء اللغوية ويستخدمون على الأرجح إستراتيجيات التهرب مثل مغادرة الفصل المدرسي. ينسى أيضًا الطلاب القلقون المادة التي تعلموها سابقًا ويشاركون طوعيًا في الإجابة عن الأسئلة بدرجة أقل ويكون لديهم رغبة كبيرة في أن يظلوا سلبيين في الأنشطة المدرسية أكثر من نظرائهم الأقل قلقًا.
وتمتد آثار القلق من تعلم اللغات الأجنبية إلى خارج الفصول المدرسية للغات الثانية. وقد يتزامن المستوى العالي من القلق من تعلم اللغات الأجنبية مع رهبة التواصل، مما يجعل الأفراد أكثر هدوءًا وأقل رغبة في التواصل. والأشخاص الذين يظهرون هذا النوع من التحفظ في التواصل يمكن أحيانًا النظر إليهم باعتبارهم أقل جدارة بالثقة، وأقل كفاءة، وأقل جاذبية من الناحية الاجتماعية والمادية، وأكثر توترًا، وأقل هدوءًا، وأقل هيمنة من نظرائهم الأقل تحفظًا.

## مقاييس القلق من تعلم اللغات الأجنبية
تم تطوير عدد من الأدوات من أجل فحص مستوى القلق من تعلم اللغات الأجنبية الذي يعاني منه متعلمو اللغة.
مقياس القلق من تعلم اللغات الأجنبية في الفصول المدرسية (FLCAS) هو استطلاع يتكون من 33 سؤالاً، ويستخدم مقياس ليكرت ذو النقاط الخمس على نطاق واسع في الدراسات البحثية. يفحص المقياس رهبة المشاركين من التواصل، والقلق من الاختبارات، والخوف من التقييم السلبي؛ ويركز على المحادثة في سياق الفصل المدرسي. وقد تمت ترجمة هذه الأداة واستخدامها بلغات مختلفة ومنها الإسبانية والصينية.
وبعد نجاح مقياس القلق من تعلم اللغات الأجنبية في الفصول المدرسية، تم استحداث أدوات مماثلة لقياس القلق من قراءة اللغات الأجنبية (FLRAS)، والقلق من الاستماع إلى اللغات الأجنبية (FLLAS) والرهبة من كتابة اللغات الثانية(SLWAT).

## انطر أيضا
- اكتساب اللغة
- اكتساب اللغة الثانية
- نموذج التثاقف
- مساعد تدريس اللغات الأجنبية
- الإنجليزية لغة ثانية
- ثنائية لغوية